# Фаральон-де-Мединилья
Фаральон-де-Мединилья (англ. Farallon de Medinilla) — остров в архипелаге Марианские острова в Тихом океане. Принадлежит Северным Марианским островам и входит в состав муниципалитета Северные острова.

## География
Остров Фаральон-де-Мединилья расположен в центральной части архипелага Марианские острова. Омывается водами Тихого океана. В 83 км к юго-западу от острова расположен остров Сайпан, в 53 км к северо-западу — остров Анатахан. Ближайший материк, Евразия, находится в 2700 км.
Остров Фаральон-де-Мединилья имеет коралловое происхождение и представляет собой поднятый атолл продолговатой формы. В центре острова расположено плато. Длина острова составляет около 3 км, максимальная ширина — 0,7 км. Высшая точка Фаральон-де-Мединильи достигает 81 м. Площадь острова составляет 0,85 км².
Климат влажный тропический. Остров подвержен циклонам. Фаральон-де-Мединилья — место гнездования многих видов морских птиц.

## История
Европейским первооткрывателем острова стал французский путешественник Луи де Фрейсине (фр. Louis de Freycinet), открывший Фаральон-де-Мединилья в 1819 году и назвавший его в честь губернатора Марианских островов. Остров впоследствии стал владением Испании.
12 февраля 1899 года Марианские острова были проданы Испанией Германии. С 1907 года остров был частью Германской Новой Гвинеи, подчиняясь окружному офицеру Каролинских островов.
14 октября 1914 года Марианские острова были оккупированы японцами. В 1920 году над островами был установлен мандат Лиги Наций. В течение длительного времени на Фаральоне-де-Мединильи Вооружёнными силами США велись военные учения и упражнения по бомбометанию, которые прекратились в результате судебного разбирательства в 2002 году.

## Население
Остров необитаем.